# Отто Ендер
Отто Ендер (нім. Otto Ender; 24 грудня 1875, Альтах, Форарльберг — 25 червня 1960, Брегенц) — австрійський політичний діяч, Федеральний канцлер Австрії з 1930 до 1931 року.

## Ранні роки й освіта
Отто Ендер був першим сином Германа та Вікторії Ендер. Родини обох батьків Отто належали до політичної еліти містечка. Його прадід по материнській лінії, Йон Волшер, був першим головою муніципалітету, створеного 1801 року. Дід по батьківській лінії, Іоганн Якоб, займав цей самий пост у 1835—1844 та 1850—1857 роках. З 1861 до 1866 року Іоганн Якоб був членом консервативної партії у парламенті (ландтаг) Форарльбергу.
Отто навчався у Єзуїтському коледжі з 1888 до 1896 року. Після здобуття базової освіти він навчався в університетах Інсбрука, Відня, Праги та Фрайбурга. У 1901 році він здобув ступінь доктора Інсбрукського університету. У 1901-02 роках він проходив юридичну інтернатуру в окружному суді. З 1902 до 1908 року мав юридичну практику у Фелдкіру та Відні. У 1908 відкрив власну юридичну фірму у Брегенці. Того ж року він одружився з Марією Руш. У шлюбі вони мали чотирьох синів і трьох дочок.
Того ж року Ендер почав більше займатись громадськими справами. Він читав лекції із ведення земельних реєстрів. У 1914 році він був призначений виконавчим директором Державного кредитного банку. Після Першої світової війни він став головою державної торговельної агенції, регіонального відділення Військової агенції з транспортування зерна, а також членом Національного комітету соціального забезпечення. З 1915 до 1918 року Ендер був членом Продовольчої ради у Відні. У 1917-18 роках Отто Ендер був президентом будівельної комісії із будівництва санаторію Гейсбюхель. Його професійна кваліфікація знайшла застосування у воєнні роки як журналіста й адвоката. Цей професійний досвід став основою його майбутньої політичної кар'єри.

## Політична кар'єра
У листопаді 1918 року він заклав незалежне самоврядування у Тіролі разом із Йодоком Фінком та Францом Лозером. На чотирьох місцевих виборах (1919, 1923, 1928 та 1932 років) він здобув для своєї партії перемогу, набравши 53-63 % голосів виборців. У 1920—1934 роках він займав пост губернатора Форарльбергу. В рамках цього ж періоду (з 1930 по 1931 рік) обіймав посаду Федерального канцлера Австрії. З 1934 до 1938 року Ендер очолював Віденський суд. У березні 1938 року його політична кар'єра скінчилась з окупацією Австрії фашистською Німеччиною. Його було ув'язнено Гестапо у березні того ж року, де він перебував до вересня 1938 року. Його було репресовано нацистським урядом 1939 року й він був змушений залишити країну.
Отто Ендер помер 25 червня 1960 року і був похований на муніципальному цвинтарі у Брегенці.
Донині у Форарльбергу призначається стипендія імені доктора Отто Ендера.
Він зробив величезний внесок до створення та розвитку самостійного Форарльбергу, створив засади місцевої сільськогосподарської влади, заклав основи для будівництва та удосконалення мережі доріг у 1920-х роках, започаткував сільськогосподарські школи, розширив можливості Форарльберга із використання та продажу гідроелектроенергії. Окрім того він зробив свій внесок до демократичної конституції 1920 та 1923 років.